# Dolní Cerekev
Dolní Cerekev – miejscowość i gmina (obec) w Czechach, w kraju Wysoczyna, w powiecie Igława. W 2022 roku liczyła 1265 mieszkańców.
W miejscowości jest przystanek kolejowy Dolní Cerekev.